# Мелахат Аббасова
Мелахат Аббасова (Melahat Abbasova, азерб. Məlahət Abbasova; нар. 8 липня 1966, Баку) — заслужена діячка мистецтва, актриса кіно та серіалів, режисерка азербайджанського походження.

## Біографія
Мелахат Аббасова народилася 8 липня 1966 року в місті Баку, Азербайджан. Закінчила Азербайджанський інститут образотворчого мистецтва на кафедрі театру та кіно. Була студенткою відомого режисера, професора Мехді Мамедова. Навчалася акторській майстерності, режисурі та радіо телебаченню.
у 1991 році одружується у Баку та переїжджає з чоловіком до Стамбула, де працює актрисою та режисером у театрах. Бере участь у телесеріалах за межами театру.
Зараз має сина Угура та дочку Суду. Аббасова Суда вже відома у кінематографії, адже з'являлася в декількох серіалах, таких як: «Huzur sokağı» («Вулиця миру»), «Babam için» («Для мого батька»), «Kız annesi» («Мати дівчинки»), «İslam bülbülleri» (Ісламські солов'ї"), «Ak kırlangıç» («Біла ластівка»).
Разом із сім'єю вже багато років живе та працює в Туреччині.

## Кар'єра
Перша роль, яка принесла успіх і визнання глядачів актрисі Мелахат Аббасові, була виконана в спектаклі Ільяса Ефендієва "Ти завжди зі мною".  Згодом було багато неперевершених ролей в Академічному театрі, а також вона гастролювала за кордон. Саме під час однієї з поїздок до Туреччини, вона отримала запрошення працювати в турецькому театрі і кіно.
Вона знімалася в багатьох серіалах та фільмах - «Yalan» ("Брехня"),  «Gece Yürüyüşü» («Нічна прогулянка»), «Binbir Gece» («Тисяча і одна ніч»), «Kızım İçin» («Для моєї дочки») - разом із зірками турецького кіно, театру: Озджан Деніз, Сібель Джан, Мурат Ділтабан, Халіт Ергенч, Бергюзар Корель, Йелиз Аккая.
Зараз заслужена артистка почала працювати ведучою.  Мелахат Аббасова  буде вести передачу "Xoş söhbətlər" ("Щасливі розмови") на телеканалі ATV, яка вийде в ефір вже у вересні.

## Премії
У 1988 році отримала премію «Yılın Televizyon Sanatçısı» («Телевізійний артист року»)
У 2009 році отримала турецьку премію Культури і мистецтва (Türk Kültür ve Sanat ödülü)
У 2010 році отримала Міжнародну премію «Altın adamlar» «Золоті чоловіки» — це турецька всесвітня премія культури і мистецтва.

## П'єси театру
| Рік  | Діяльність            | Назва п'єси                                           |
| ---- | --------------------- | ----------------------------------------------------- |
| 2010 | актриса               | «Dünyanın Ortasında Bir Yer» «Місце в середині світу» |
| 2013 | актриса               | «Hıdrellez»                                           |
| 2013 | режисер та перекладач | «Shakespeare» «Шекспір»                               |

## Телесеріали
| Рік       | Назва серіалу                              | Роль           |
| --------- | ------------------------------------------ | -------------- |
| 1993      | «Süper Baba» «Супер тато»                  | Canan          |
| 1995      | «Çiçek Taksi» «Таксі з квітів»             |                |
| 1996      | «Hüzün Çiçeği» «Квітка смутку»             |                |
| 1998      | «Ayrı Dünyalar» «Окремі світи»             | Zehra          |
| 1998      | «Kırık Hayatlar» «Зламані життя»           | Ayten          |
| 2000      | «Eskici Baba» «Ескічі Баба»                |                |
| 2000      | «Paşa Baba Konağı» «Особняк Паша Баба»     | Bedia          |
| 2001      | «Derman Bey» «Містер Дерман»               | Suzan          |
| 2004      | «Gece Yürüyüşü» «Нічна прогулянка»         | Avuka          |
| 2004      | «Hayatın İçinden» «Через життя»            | Rabia          |
| 2005      | «Asla Unutma» «Ніколи не забувай»          |                |
| 2005      | «Köpek» «Собака»                           | Yezdan         |
| 2006-2008 | «Binbir Gece» «Тисяча і одна ніч»          | Mihriban       |
| 2009      | «Kız Kaçıran» «Викрадач»                   | Gülgün         |
| 2014      | «Emanet» «Безпека»                         | Perihan Serman |
| 2015      | «Seddülbahir 32 Saat»                      |                |
| 2016      | «Sevda Kuşun Kanadında» «На крилі кохання» | Müberra Eren   |
| 2017      | «Sevda'nın Bahçesi» «Сад Севди»            | Tatyana        |
| 2018      | «Our Story» «Наша історія»                 |                |

## Фільми
| Рік  | Назва фільму                        | Роль          |
| ---- | ----------------------------------- | ------------- |
| 1986 | «Süreyya»                           | Süreyya       |
| 1987 | «Ekzamen» «Екзамен»                 | Sugra         |
| 1997 | «Kolsuz Bebek» «Дитина без рукавів» | Güzin         |
| 1997 | «Yalan» «Брехня»                    | Ayşe          |
| 2002 | «Yaralı» «Поранений»                |               |
| 2004 | «Brindar»                           |               |
| 2005 | «Hacı»                              | Zühal         |
| 2009 | «Konak» «Особняк»                   | Selma         |
| 2010 | «Veda — Atatürk» "Прощання"         | Makbule Hanim |
| 2012 | «Mahmut İle Meryem»                 | Kamer Banu    |
| 2013 | «Kızım İçin» «Для моєї дочки»       | Rukiye        |
| 2014 | «Kardeşlik Adası» «Острів Братства» | Gülşen        |